# 天壇座γ
天坛座Gamma（天坛座γ，γ Ara）是一个在南天星座天坛座的恒星。视星等3.3，是这个星座第四亮星，可以用肉眼轻松地看见。依巴谷卫星的视差测量显示它距离地球大约1200光年
这是一个巨大的恒星，有18倍太阳半径。辐射出40，000倍太阳光度，表面温度21，500K使它成为一个发出蓝白色光的B型星。这个恒星的光谱显示它的恒星分类是B1Ib，光度分类Ib代表这是一个光度较低的超巨星。该星相对年轻，估计年龄大约1570万年。
天坛座Gamma的恒星自转快速，为269km/s，自转一周大约4天。这个恒星的光谱，因为高速旋转的多普勒效应造成吸收线混在一起，使该星更难分析。这是一个有着非径向脉动的周期性变星，主周期为1.1811天，副周期0.1281天。
该星质量约为23太阳。它正经由恒星风以每年3.0 × 10−8太阳质量的速度流失质量，这等于3300万年就会流失掉1太阳质量。星风受到高速自转的影响，造成赤道区域流失质量特别多。
天坛座Gamma有一个光学伴星，角距离为17.9弧秒，是个视星等10.5的A型主序星